# Boskovštejn
Boskovštejn är en ort i Tjeckien.   Den ligger i regionen Södra Mähren, i den sydöstra delen av landet, 160 km sydost om huvudstaden Prag. Boskovštejn ligger 369 meter över havet och antalet invånare är 146.
Terrängen runt Boskovštejn är platt. Runt Boskovštejn är det ganska glesbefolkat, med 47 invånare per kvadratkilometer. Närmaste större samhälle är Znojmo, 16,6 km sydost om Boskovštejn. Trakten runt Boskovštejn består till största delen av jordbruksmark.